# Ветри, Виктория
Викто́рия Сеси́лия Ве́три (англ. Victoria Cecilia Vetri), ранее Vetry, так же известна как Анжела Дориан, в настоящее время юридически — Ра́тджеб (англ. Rathgeb; 26 сентября 1944, Сан-Франциско, Калифорния, США) — американская актриса и фотомодель.

## Биография
Виктория Сесилия Ветри родилась 26 сентября 1944 года в Сан-Франциско (штат Калифорния, США) в семье итальянских эмигрантов — её отец был ресторатором из Сицилии, а мать бродвейской певицей из Рима. Виктория выросла в Лос-Анджелесе.
В 1959—1963 года Виктория обучалась в «Hollywood High School», а позже также училась в «Los Angeles City College».

## Карьера
В подростковом возрасте, в 1950-е годы, Виктория начала карьеру фотомодели. В сентябре 1967 года Ветри снялась для мужского журнала «Playboy», а в следующем года она стала его Playmate. Во время одной из фотосессий для «Playboy», она полулежала в гамаке для одного из снимков и упала, сломав два ребра.
В 1962—1975 года Виктория сыграла в 34-х фильмах и телесериалах, включая роль Терри из фильма «Ребёнок Розмари» (1968).

## Личная жизнь
7 апреля 1963 года Виктория вышла замуж за Хью Терри Уэттема, но в середине 1960-х годов они развелись. В этом браке Ветри родила своего первенца — сына Брета Б. Уэттема (род.08.09.1963).
29 декабря 1966 года Виктория вышла замуж во второй раз за Джон Ли Хейджа, но позже развелась и с ним.
В 1978—1983 года Виктория была замужем за Хайнцем Готтфридом Швецем.
С 1985 года Виктория замужем в четвёртый раз за Брюсом Ратджебом. 16 октября 2010 года Ветри выстрелила в мужа во время семейной ссоры и в сентябре следующего года она получила 9 лет тюрьмы за попытку убийства.